# 阿蘭陀西鶴
阿蘭陀西鶴（おらんださいかく）は、朝井まかてによる日本の小説。第25回織田作之助賞受賞作。

## 概要
徳川幕府期の大坂の草紙作家井原西鶴とその一人娘・おあいの物語。西鶴が世情や幕府の統制に抗いながら市井の町衆の文学を作り上げてゆく姿を、おあいの視点から描いている。
作中には、西鶴と同時代を生きた近松門左衛門、松尾芭蕉、菱川師宣ら文化人が登場する。

## あらすじ
元禄文化が花開いた上方・大阪。刀剣商いの商家の一人娘・おあいは盲目であったが、亡き母・みずゑに家事一色を叩きこまれ、母の亡きあとは家事の一切を手伝いのお玉とともにこなしていた。父は家業を古株に譲って隠居の身となり、俳諧にのめりこむ毎日。母の法要でも自身の心情を脚色して連句を突如はじめる始末で、弟の一太郎と次郎太も母の死の直後に養子に出された。父は俳諧師仲間を家に招いてはおあいを皆に自慢しており、おあいはそんな自分勝手で大言壮語、ええかっこしいな父が嫌いであった。
父は売れない俳諧師連中で万句俳諧の興行を行うなど重鎮から際物扱いされたが、主流派の向こうを張って「阿蘭陀西鶴、ここにあり」と開き直っていた。しかしやがて師の西山宗因にも煙たがれる存在になり、西鶴の独吟の句集への奥書の依頼も断られてしまう。
宗因没後、西鶴はおあいを連れて淡路の旅籠に赴き、市井の町人の主人公の喜怒哀楽を描いた長編の物語を書きあげる。西鶴は物語を『好色一代男』と名付け、馴染みの出板屋に持ち込むが、時は堅物の5代目の公方様の治世、誰もが御公儀の取締りを恐れて好色物に手を出さない。西鶴は、お高くとまる既存の出板屋に激怒、出板とは無縁であった馴染みの俳諧師を口説いて出板にこぎ着ける。出板後、『一代男』は売れに売れ、西鶴の名は「一代男の西鶴はん」として巷に知れ渡った。おあいは西鶴の博打が大当たりしたことに安堵しつつ、『一代男』の評判を聞くにつれ、父が大層洒落者であることを新たに知る。また主人公の世之介の華麗な装いを、盲目の自分も他の読者も同じように文章から感じて掴むことができることに気付いた。
西鶴は宗因の一周忌の追善句会を主宰したが、宗因の弟子たちは申し合わせて欠席、対立は決定的になる。また、京では芳賀一晶が13500句の矢数俳諧を行い、江戸では松尾芭蕉が名を上げていた。西鶴は弟子たちや大坂の町衆に焚き付けられて23500句を詠み上げたが、西鶴自身が出来に全く満足していないことを、おあいは気づいていた。西鶴は俳諧から足を洗い草紙に専念するようになる。お玉は西鶴の弟子、北条団水に嫁いで家を出て、西鶴とおあいは、家業の刀剣商いが潰れたのを機に新しい隠居屋に引っ越した。
おあいは、往来でばったり出会った一太郎から、忘れていた幼少時の話を聞かされる。西鶴はみずゑからおあいが大きくなるまで世話を見るよう頼まれ、覚悟を決めた西鶴は息子二人と縁を切ったというのである。それを聞かされたときおあいは、父の話になるたびに客の前で渋い顔をしていた自分を思い出した。
西鶴は旺盛に草紙の執筆を続けていたが、江戸の蕉門の歌人が一世を風靡し始めたのと軌を一にして、ぱったりと執筆の筆を止めた。おあいが聞くと、自分の作品がどれも嘘のように感じられてきた、という。原稿の催促に押し寄せていた出板屋もやがて引き払い、和歌の指南書や俳諧の句集などを出し始める。西鶴もいつの間にか俳壇に返り咲き、句会の点者を細々と行っていた。もはや俳諧は蕉門が全盛で西鶴は一部から「天料稼ぎに戻ってきた」と陰口を叩かれていた。やがて芭蕉が西鶴の添削を手に入れ、西鶴は句の良しあしを論じていない、「阿蘭陀西鶴、浅ましく下れり」と激烈に批判した。これを耳にした西鶴は激高し、芭蕉は市井の文化を小難しい代物に押し上げようとしている、とこき下ろした。
それから西鶴は草紙を書き始める。題材にとったのは、新居で出会った近所の隠居仲間から聞いた貧乏の苦労話、笑い話であった。西鶴は新作『世間胸算用』を出板屋に見せるが、出板屋はこれまでの景気のいい話から一転、その辛気臭い内容に出版をためらう。しかしそこに書かれていたのは、掛取りの大節季に追い立てられる大晦日、貧しく、惨めで、愚かで、しかし滑稽なほどに明るく、懸命に生きている市井の町人の姿と、彼らに対する掛け値なしのまなざしであった。原稿を滞納して出板屋連中と仲違いしていた西鶴は出板先を見つけられず、かわっておあいが、漸く俳諧師として独り立ちしていた団水に仲介を密かに依頼、『世間胸算用』はようやく日の目を見る。筆名は、御公儀の鶴字法度に遠慮して「西鵬」としていたのを、元の西鶴に戻した。
わずかばかりの原稿料が届けられたのは大晦日の夕方であった。数年来ろくな出版をしていないので正月祝いの準備などまったくできておらず、大節季の取り立てを西鶴とおあいは、『世間胸算用』の世界そのままに、布団を被ってやり過ごしていた。その時西鶴は、おあいが異様に痩せていることに気付く。おあいは狼狽える父を宥めたが、自身の命が長くないことをわかっていた。
3か月後、おあいは父に1年先立って没した。享年26。法名は、光含心照信女。

## 解説
朝井は本作を手掛ける以前、別件で元禄時代の風俗を調査した時、学術書よりも西鶴の作品が参考になったことがあり、これをきっかけとして西鶴の物語の執筆を思い立ったという。
本書の文庫版には、大矢博子が解説を寄せている。大矢は、井原西鶴は「庶民を主人公にした庶民のための物語を〈発明〉した」人物であると位置づけている。西鶴は幕府による風紀の統制や、大衆文芸というジャンルそのものに良い顔をしない文学の大家（本作後半では、松尾芭蕉がその代表格として言及されている）、怖気ついて出版を渋る板元らと闘いながら、エンタメ小説の基礎を打ち立てた。また、主人公をおあいに据えた理由については、知らないものを疑似体験するという物語の力を、盲目のおあいの体験を通じて再現するためであると推測している。そして、本作を西鶴の系譜の末席に連なるものとしての朝井本人の「作家としての決意表明」であると解釈している。

## 出版
- 朝井まかて『阿蘭陀西鶴』講談社文庫、2016年11月15日。ISBN 978-4-06-293523-4。